# Kensho Ogasawara
Kensho Ogasawara (小笠原 賢聖 Ogasawara Kenshō?, nacido el 26 de marzo de 1995 en Tokio) es un futbolista japonés que se desempeña como centrocampista.

## Trayectoria

### Clubes
| Club          | País  | Año  |
| ------------- | ----- | ---- |
| YSCC Yokohama | Japón | 2017 |

## Estadística de carrera

### J. League
| Club          | Año   | J. League | J. League | Copa J. League | Copa J. League | Total | Total |
| Club          | Año   | Part.     | Goles     | Part.          | Goles          | Part. | Goles |
| ------------- | ----- | --------- | --------- | -------------- | -------------- | ----- | ----- |
| YSCC Yokohama | 2017  | 2         | 0         | -              | -              | 2     | 0     |
| Total         | Total | 2         | 0         | 0              | 0              | 2     | 0     |